# Llapó pudent
El llapó pudent (Chara vulgaris) és una espècie d'alga verda de la família de les caràcies. És l'espècie tipus del gènere Chara.

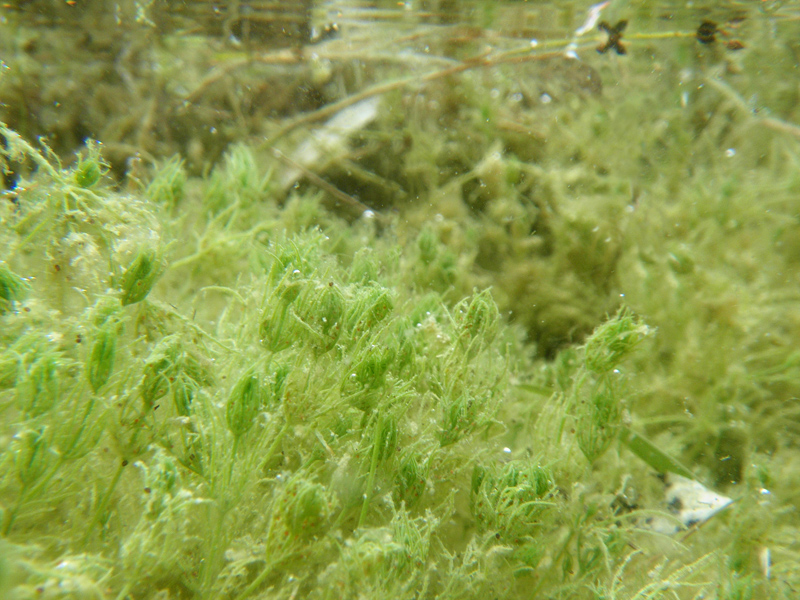
C. vulgaris en el seu hàbitat natural

Un cop fora de l'aigua i assecada fa una pudor similar a la de l'oli de mostassa. Té una distribució cosmopolita. Viu tant en el mar com en aigües dolces. Arriba a fer 60 cm de llargada.

## Llista de subespècies
Segons Catàleg Life espècies 11 Apr 2012:
- subespècie Chara vulgaris var. crassicaulis (Schliecher & A. Braun) Kützing
- subespècie Chara vulgaris var. denudata
- subespècie Chara vulgaris var. gymnophylla
- subespècie Chara vulgaris var. longibracteata (Kützing) J. Groves & Bullock-Webster
- subespècie Chara vulgaris var. papillata
- subespècie Chara vulgaris var. vulgaris